# نيكولا ستيفنز
نيكولا ستيفنز (بالإنجليزية: Nicola Stevens)‏ هي لاعبة كرة قدم أسترالية أسترالية، ولدت في 24 مارس 1993 في برونزويك ‏ في أستراليا.

## وصلات خارجية
- نيكولا ستيفنز على موقع AustralianFootball.com (الإنجليزية)